# Kotenkî, Bilopillea
Kotenkî (în ucraineană Котенки) este un sat în comuna Hannivka-Vîrivska din raionul Bilopillea, regiunea Sumî, Ucraina.

## Demografie
Componența lingvistică a localității Kotenkî
     Ucraineană (98,16%)
     Rusă (1,38%)
Conform recensământului din 2001, majoritatea populației localității Kotenkî era vorbitoare de ucraineană (98,16%), existând în minoritate și vorbitori de rusă (1,38%).